# Cicurina reclusa
Cicurina reclusa là một loài nhện trong họ Dictynidae.
Loài này thuộc chi Cicurina. Cicurina reclusa được Willis J. Gertsch miêu tả năm 1992.